# Atkinson, New Hampshire
Atkinson là một thị xã thuộc quận Rockingham trong tiểu bang New Hampshire, Hoa Kỳ. Thành phố có diện tích km2, dân số theo điều tra năm 2000 của Cục điều tra dân số Hoa Kỳ là 6178 người, dân số năm 2009 ước khoảng 6466 người.